# Pattern (Musik)
Das Pattern (Plural: Pattern; englisch: Muster; von lateinisch patronus: Patron) bezeichnet im Sprachgebrauch von Musikern und Komponisten eine harmonisch oder rhythmisch wiederkehrende Struktur. Der Begriff bezieht sich häufig auf perkussive Elemente oder Schlagzeug und wird zum Teil aus diesem Kontext in andere, allgemeinere Bedeutungen überführt. Hier ist dann zumeist ein wiederkehrendes Motiv gemeint, der Begriff Pattern ist in solchen Fällen ein Anglizismus. Bei Gitarristen werden melodische Patterns als Licks bezeichnet.
Die Musikethnologie bedient sich dieses Begriffs spezifischer. Es werden Pattern nach der Anzahl ihrer Schläge (Pulse) unterschieden, in der afrikanischen Musik herrschen kleine Anzahlen vor, zwei, drei oder vier Schläge. Mindestens zwei werden dort miteinander verzahnt. Verschiedenzahlige Pattern verschieben sich gegeneinander im Laufe eines Stückes, ähnlich einer Schwebung. Da verschiedene Tonhöhen bei Trommeln (Djembe) vorkommen können, entstehen nicht nur rhythmische Gestalten, sondern durch die Verschiebung der Schwerpunkte und Zusammenklänge auch melodische.
In der elektronischen Musik hat der Begriff im Prinzip die gleiche Bedeutung. Ein programmiertes Pattern beschreibt ebenfalls ein musikalisches Grundmuster oder Motiv, das – auch in leichten Abwandlungen – mehrfach wiederholt wird. Die amerikanische Minimal Music beruht häufig auf der ständigen Abwandlung solcher Pattern. Bei leichten zeitlichen Verschiebungen der Pattern in verschiedenen Stimmen oder Instrumenten entsteht eine sogenannte Phase. Der Umgang damit wird als Kompositionstechnik Phasing genannt.
Die bekanntesten Komponisten, die mit elektronischen Patterns arbeiteten, sind Steve Reich, Terry Riley und Philip Glass.
Morton Feldman baute zwei Kompositionen auf Pattern auf: Patterns in a Chromatic Field, for cello & piano (1981) und Why Patterns?, for flute, glockenspiel and piano (1978).